# Università di Dallas
Fondata nel 1956, l'Università di Dallas (UD) è un'università cattolica privata indipendente con sede a Irving, in Texas. 
L'università non dev'essere confusa con l'Università del Texas a Dallas, università pubblica facente parte dell'istituzione University of Texas e che è situata a Richardson.

## Struttura
L'università comprende quattro unità accademiche: la Braniff Graduate School of Liberal Arts, il Constantin College of Liberal Arts, il Satish & Yasmin Gupta College of Business e la School of Ministry.

### Dipartimenti
Constantin College of Liberal Arts
- Art and Art History
- Biology
- Chemistry
- Classics
- Drama
- Economics
- Education
- English
- History
- Mathematics
- Modern Languages
- Music
- Philosophy
- Physics
- Politics
- Psychology
- Theology

Braniff Graduate School of Liberal Arts
- Institute for Philosophic Studies

Alcuni dipartimenti del Constantin College dispongono corsi a Braniff.
School of Ministry
- Graduate Department
- Undergraduate Department

College of Business
- Graduate Department
- Undergraduate Department

### Undergraduate
Gli studenti undergraduate sono iscritti al Constantin College of Liberal Arts, al Satish & Yasmin Gupta College of Business, o alla School of Ministry. L'università conferisce diplomi del tipo Bachelor of Arts e Bachelor of Science.

### Sport
Le squadre sportive dell'università militano nella NCAA Division III.